# Hymen (mythologie)
Pour les articles homonymes, voir Hymen.
Dans la mythologie romaine, le dieu Hymen ou Hyménée présidait au mariage. Il est aussi connu sous le nom d'Hyménaios (en grec ancien Ὑμέναιος) dans la mythologie grecque. Certains poètes le font naître des muses Uranie, Clio, de Magnès fils d'Argos, ou d'Apollon et des muses Calliope ou Terpsichore. 

## Famille
Hymen est une des divinités grecques dont la parenté varie le plus suivant les sources. Il est le plus souvent donné comme le fils d'Apollon et d'une des muses qui peut alors être Calliope, Clio, Terpsichore ou Uranie,,,,. Il apparait aussi parfois comme le fils de Dionysos, sa mère pouvant alors être donnée comme Ariane ou ne pas être nommée. Pierre Grimal le donne fils de Bacchus et de Vénus.
Il est aussi parfois écrit comme le fils d'une muse et d'un mortel. Tantôt Clio et un homme inconnu, tantôt Calliope et un mortel nommé Magnès (en). 
| Source              | Père               | Mère              |
| ------------------- | ------------------ | ----------------- |
| Antoninus Liberalis | Magnès (en)        | Calliope          |
| -                   | Apollon            | Calliope          |
| -                   | Apollon            | Terpsichore       |
| Nonnos              | Apollon            | Uranie            |
| -                   | Apollon            | Clio              |
| Licymnios           | homme inconnu      | Clio              |
| Servius             | Dionysos           | Ariane            |
| Sénèque             | Dionysos           | non évoquée       |
| Pierre Grimal       | Bacchus (Dionysos) | Vénus (Aphrodite) |

## Fonction
Quelle que soit sa généalogie, ce dieu joue un grand rôle dans la vie humaine, et son culte était très répandu. Il semble bien qu'à l'origine il ait personnifié le chant d'hyménée, dont le refrain était « Ô Hymen, Ô Hyménée ! ». L'importance de ce chant sacré était telle que la cérémonie entière du mariage prit son nom. C'est ainsi qu'on l'invoquait toujours dans les cérémonies du mariage et aussi dans des fêtes solennelles.

## Mythe
On trouve de nombreuses légendes, créées pour expliquer cette invocation lors des mariages. Il est, par exemple, un jeune Athénien d'une grande beauté mais d'origine modeste. Amoureux d'une jeune fille très belle mais noble, il ne peut donc l'épouser. Cependant, un jour qu'il suivait de loin la jeune femme et ses amies, il assista à leur enlèvement par des pirates. Il les suivit, et put les tuer tandis qu'ils dormaient, délivrant ainsi les captives. Il retourna à Athènes en disant qu'il acceptait de ramener les jeunes filles à condition qu'on lui accordât la main de celle qu'il aimait, ce qui fut accepté. C'est en mémoire de cet acte de bravoure qu'Hymen est invoqué lors de chaque mariage, comme étant un personnage de bon augure.
Selon une autre version, il était un fort bon musicien. Pourtant il perdit subitement sa voix au cours des noces d'Ariane et de Dionysos. En souvenir de quoi, on chantait à chaque mariage le chant d'Hyménée. 
Parfois encore, il était un jeune homme d'une grande beauté, mort le jour de ses noces, si bien que son nom était resté attaché à la cérémonie de mariage. On le dit aussi beau qu'Apollon.

## Iconographie
Parmi ses attributs, relevons les emblèmes nuptiaux, le flambeau nuptial, la flûte et la couronne de roses, que l'on trouve dans son iconographie.
On le représentait en effet sous la figure d'un jeune homme blond couronné de fleurs, surtout de marjolaine, avec dans sa main droite un flambeau, et dans la gauche un voile de couleur jaune ou safran, (À Rome, cette couleur fut d'ailleurs particulièrement liée aux noces, et durant la cérémonie, la mariée portait un voile d'un jaune éclatant.) 
Cependant, on voit aussi ce dieu, couronné de roses, revêt d'un habit vêtement blanc brodé de fleurs ; chez certains mythologues, il porte un anneau d'or, un joug, et ses pieds sont entravés. Cette allégorie est rendue encore plus claire par deux flambeaux ayant une seule et même flamme, qu'il porte dans ses mains ou se trouvant près de lui.

## Sources
- Antoninus Liberalis, Métamorphoses [détail des éditions] (v. 23).
- Apollonios de Rhodes, Argonautiques [détail des éditions] [lire en ligne] (IV, 1158).
- Aristophane, Les Oiseaux [détail des éditions] [lire en ligne] (v. 1720), Paix (v. 1316).
- Théognis de Mégare, Fragments.
- Euripide, Les Troyennes [détail des éditions] [lire en ligne] (v. 310).
- Sappho (fr. 111 [édition ?]).
- Licymnios de Chios (fr. 768A [édition ?]).
- Nonnos de Panopolis, Dionysiaques [détail des éditions] [lire en ligne] (XXXIII, 64 ; XVI, 289 ; XXIV, 261 ; XXXIII, 64 ; XLIII, 3).
- Ovide, Métamorphoses [détail des éditions] [lire en ligne] (IV, 757 ; VI, 428 ; IX, 762, 765, 796; X, 2; XII, 215).
- Quintus de Smyrne, Suite d'Homère [détail des éditions] [lire en ligne] (XIV, 295).
- Stace, Silves [détail des éditions] (I, 2, 223), Thébaïde [détail des éditions] [lire en ligne] (V, 65).